# Marker (Norvegia)
Marker este o comună din provincia Østfold, Norvegia.